# Poma de sidra

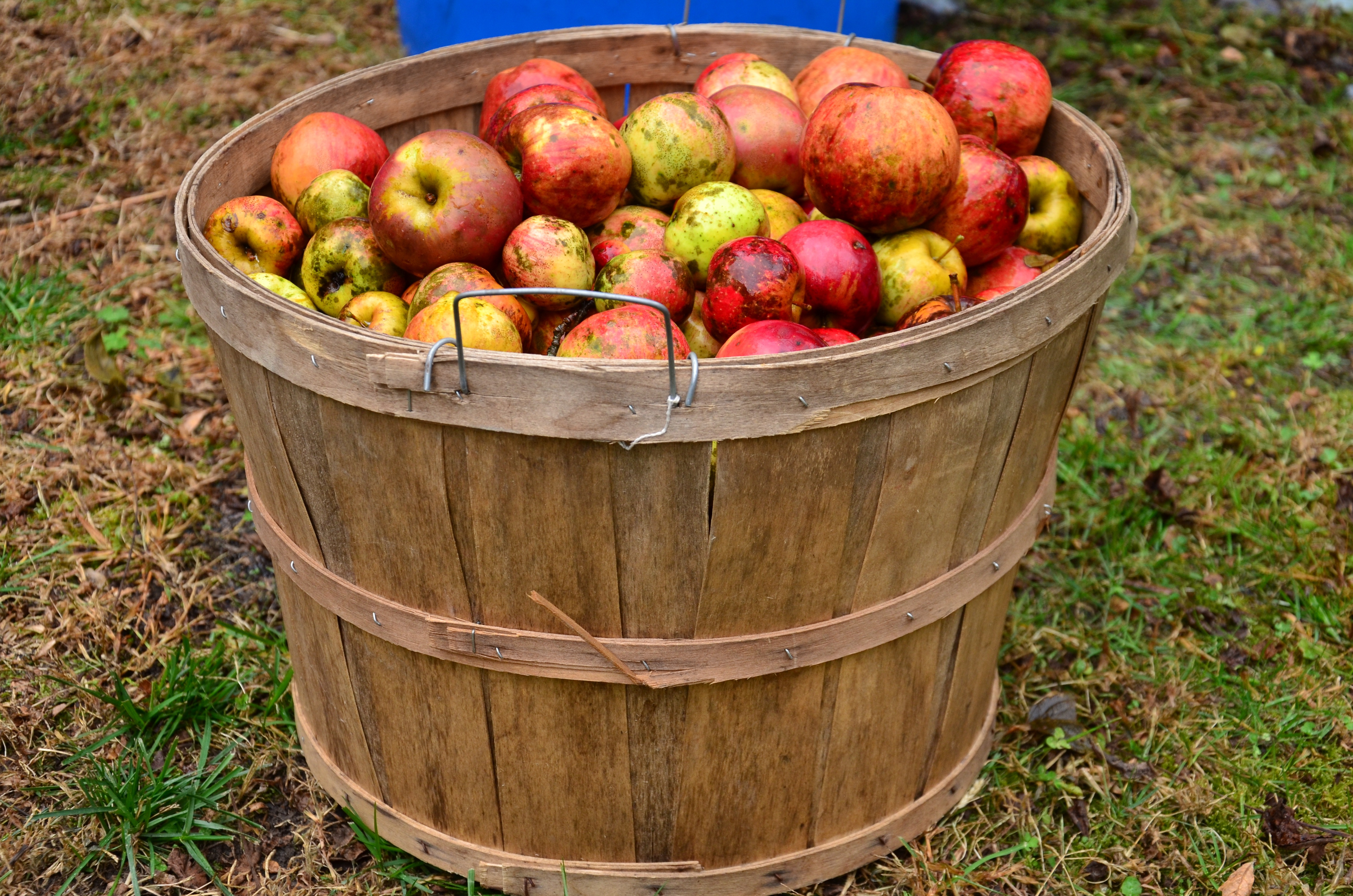
Pomes per fer sidra

Les pomes de sidra són un grup de cultivars de poma cultivats per al seu ús en la producció de sidra. Les pomes de sidra es distingeixen per la seva amargor o per la seva sequedat de sabor, qualitats que fan que la fruita sigui desagradable, però que pugui ser útil en l'elaboració de sidra. Es considera que algunes pomes ocupen més d'una categoria.
Al Regne Unit, la Long Ashton Research Station va classificar les pomes de sidra el 1903 en quatre tipus principals segons la proporció de tanins i àcid màlic de la fruita. Per a la producció de sidra és important que la fruita contingui nivells elevats de sucre que afavoreixin la fermentació i augmentin els nivells finals d'alcohol. Per tant, les pomes de sidra solen tenir nivells de sucre més elevats que les de postres i les de cocció. També es considera important que les pomes de sidra aportin tanins, que aporten profunditat al sabor de la sidra acabada.